# Parannesjärvi
Parannesjärvi är en sjö i kommunerna Virdois och Mänttä-Filpula i landskapet Birkaland i Finland. Sjön ligger 124,9 meter över havet. Arean är 1,93 kvadratkilometer och strandlinjen är 16,68 kilometer lång. Sjön  ingår i Kumo älvs huvudavrinningsområde.   Den ligger omkring 81 km norr om Tammerfors och omkring 230 km norr om Helsingfors. 